# اولین برف
اولین برف (فنلاندی: Ensilumi) یک فیلم در ژانر درام است که در سال ۲۰۲۰ منتشر شد. از بازیگران آن می‌توان به شهاب حسینی، شبنم قربانی و لائورا برن اشاره کرد.

## بازیگران
- شهاب حسینی (بهمن)
- شبنم قربانی (مهتاب)
- سینا کشوری (رامین)
- کیمیا اسکندری (دنیا)
- لائورا برن (آنیکا)

## خلاصه داستان
فیلم “اولین برف” روایتگر ماجرای خانواده ایرانی به نام “مهدی پور” است که مدتی را در یک مرکز پناهجویان در فنلاند زندگی می کند اما درخواست پناهندگی آنها منفی میشود.